# Atiaia
Atiaia is een kevergeslacht uit de familie van de boktorren (Cerambycidae). De wetenschappelijke naam van het geslacht werd voor het eerst geldig gepubliceerd in 2002 door Martins & Monné.

## Soorten
Atiaia omvat de volgende soorten:
- Atiaia consobrina (Gahan, 1892)
- Atiaia testaceicornis (Melzer, 1923)